# Castle Gate
Castle Gate – osada w Anglii, w Kornwalii. Leży 5 km na północ od miasta Penzance i 408 km na zachód od Londynu.